# المنظمة الوطنية لبحوث الزراعة والأغذية
 المنظمة الوطنية لبحوث الزراعة والأغذية  (農業・食品産業技術総合研究機構 Nōgyō Shokuhin Sangyō Gijutsu Sōgō Kenkyū Kikō، NARO) هي منشأة أبحاث يابانية يقع مقرها الرئيسي في مدينة تسوكوبا للعلوم ، إيباراكي ، اليابان . وتتمركز القوى العاملة في تسوكوبا وفي عدة مدن. المدن والبلدات في جميع أنحاء اليابان. المنظمة مكرسة للبحث العلمي المتعلق بالزراعة. وأصبحت هيئة قانونية جديدة لمؤسسة إدارية مستقلة في عام 2001 في الأصل باسم المنظمة الوطنية للبحوث الزراعية، وبقيت تحت إشراف وزارة الزراعة والغابات ومصايد الأسماك في اليابان (MAFF).

## الهيكل التنظيمي

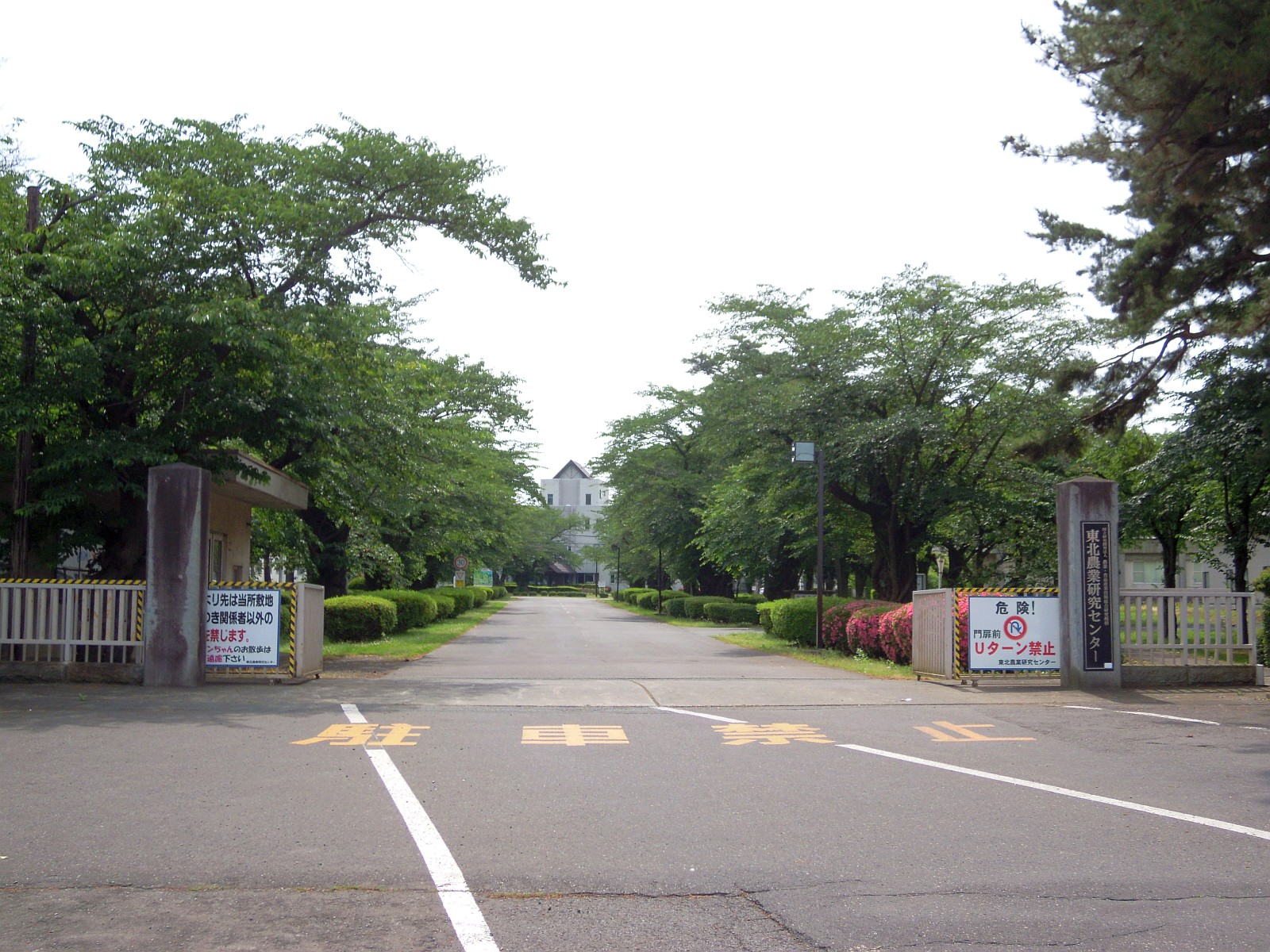
مركز نارو توهوكو للبحوث الزراعية

- المقر الرئيسي (تسوكوبا)
- [[{{{1}}}|{{{1}}}]] [[:en:{{{1}}}|[الإنجليزية]]] (NARO/ARC) (تسوكوبا)
- [[{{{1}}}|{{{1}}}]] [[:en:{{{1}}}|[الإنجليزية]]] (NICS) (تسوكوبا)
- [[{{{1}}}|{{{1}}}]] [[:en:{{{1}}}|[الإنجليزية]]] (NIFTS) (تسوكوبا)
- [[{{{1}}}|{{{1}}}]] [[:en:{{{1}}}|[الإنجليزية]]] (NIFS) (تسوكوبا)
- [[{{{1}}}|{{{1}}}]] [[:en:{{{1}}}|[الإنجليزية]]] (NIVTS) ( تسو )
- [[{{{1}}}|{{{1}}}]] [[:en:{{{1}}}|[الإنجليزية]]] (NILGS) (تسوكوبا)
- [[{{{1}}}|{{{1}}}]] [[:en:{{{1}}}|[الإنجليزية]]] (NIAH) (تسوكوبا)
- [[{{{1}}}|{{{1}}}]] [[:en:{{{1}}}|[الإنجليزية]]] (NIRE) (تسوكوبا)
- [[{{{1}}}|{{{1}}}]] [[:en:{{{1}}}|[الإنجليزية]]] (NFRI) (تسوكوبا)
- [[{{{1}}}|{{{1}}}]] [[:en:{{{1}}}|[الإنجليزية]]] (NARO/HARC) ( سابورو )
- [[{{{1}}}|{{{1}}}]] [[:en:{{{1}}}|[الإنجليزية]]] (NARO/TARC) ( موريوكا )
- [[{{{1}}}|{{{1}}}]] [[:en:{{{1}}}|[الإنجليزية]]] (NARO/WARC) ( فوكوياما )
- [[{{{1}}}|{{{1}}}]] [[:en:{{{1}}}|[الإنجليزية]]] (NARO/KARC) ( كوشي )
- [[{{{1}}}|{{{1}}}]] [[:en:{{{1}}}|[الإنجليزية]]] (BRAIN) ( سايتاما )

## أنظر أيضاً
- قائمة المؤسسات الإدارية المستقلة (اليابان)